# Centrala hidroelectrică Lotru-Ciunget
Hidrocentrala Lotru-Ciunget este o hidrocentrală subterană situată în județul Vâlcea, situată pe râul Lotru.

## Caracteristici tehnice
Se află la o adâncime de 140 m sub talvegul râului Latorița. Este proiectată pentru a intra în funcțiune în 4-5 minute în situațiile de criză ale Sistemului Energetic Național, când nevoia de electricitate este mare, contribuind la reglarea puterii și a frecvenței. Se aprovizionează din lacul de acumulare Vidra din localitatea omonimă.
Centrala a fost pentru prima dată pusă în funcțiune în 1972 și are o putere instalată de 510 MW (pentru comparație, un reactor de la Cernavodă are o putere electrică totală de circa 706 MW, din care aproximativ 650 MW net), fiind echipată cu trei hidro-agregate cu turbine de tip Pelton a câte 170 MW fiecare.

## Istoric
În anul 1965, echipele de constructori ai Întreprinderii de Construcții Hidroenergetice (ICH), viitoarea Hidroconstrucția, au început lucrările la amenajarea râului Lotru și la realizarea celei ce va fi cea mai mare uzina hidroenergetică de pe râurile interioare ale țării.
În decurs de aproape un deceniu, potențialul acestui râu a fost pus în valoare prin realizarea derivației principale formată din barajul Vidra, a unei rețele de captări și aducțiuni secundare, a 4 baraje în arc (Galbenul, Petrimanu, Jidoaia, Balindru (3 stații de pompare, etc. și în cele din urma a celor trei centrale, Ciunget (510 MW), Mălaia (18 MW), și Brădișor (115 MW).
Construcția hidrocentralei Ciunget a demarat în anul 1966 și a impus realizarea unor volume mari de lucrări în condiții de izolare, altitudine și acces dintre cele mai dificile. Aceste lucrări au permis punerea în funcțiune a primului grup al centralei Ciunget în noiembrie 1972 și a ultimului grup în august 1975.
Lucrările la celelalte două hidrocentrale, Mălaia și Brădișor, au demarat în toamna anului 1973, punerea în funcțiune a hidrocentralei Mălaia s-a făcut în 1978, iar a celei de la Brădișor în anul 1982.
În anul 2009 hidrocentrala Lotru-Ciunget a fost oprită complet în vederea retehnologizării.
Până la acel moment, a produs peste 26 milioane MWh, cumulând peste jumătate de milion de ore de funcționare.
Centrala a fost repusă în funcțiune în februarie 2011, după un proces de retehnologizare care a presupus investiții de 88 de milioane de euro.
Lucrările de retehnologizare, prin care centrala a intrat într-un nou ciclu de viață de 30 ani, s-au concretizat prin modernizarea echipamentelor hidroagregatelor.